# Milzkräuter
Die Milzkräuter (Chrysosplenium) bilden eine Pflanzengattung innerhalb der Familie der Steinbrechgewächse (Saxifragaceae). Die 57 bis 65 Arten sind hauptsächliche auf der Nordhalbkugel in Eurasien und Nordamerika verbreitet, es gibt auch Arten in Algerien und im gemäßigten südlichen Südamerika.

## Beschreibung

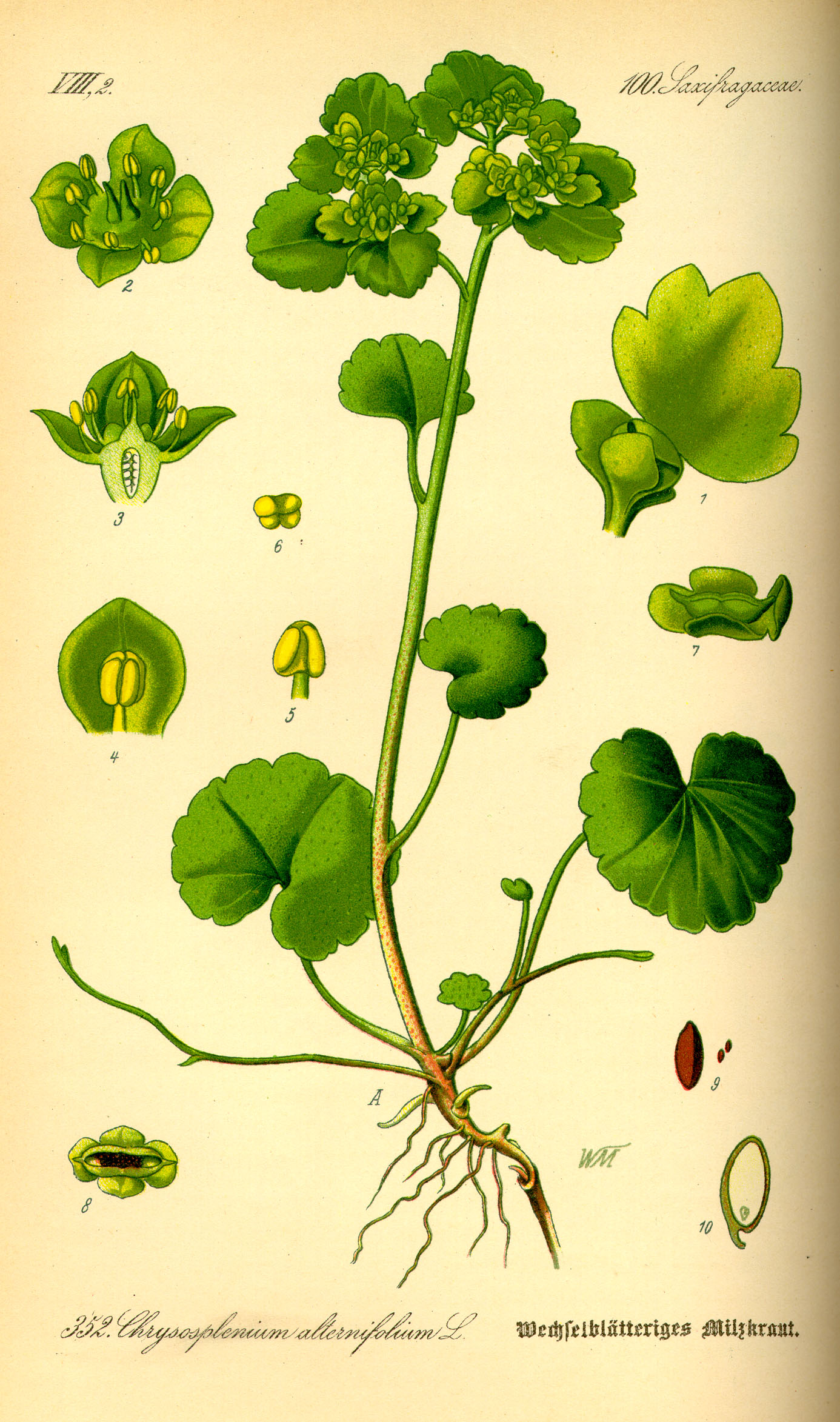
Illustration von Chrysosplenium alternifolium

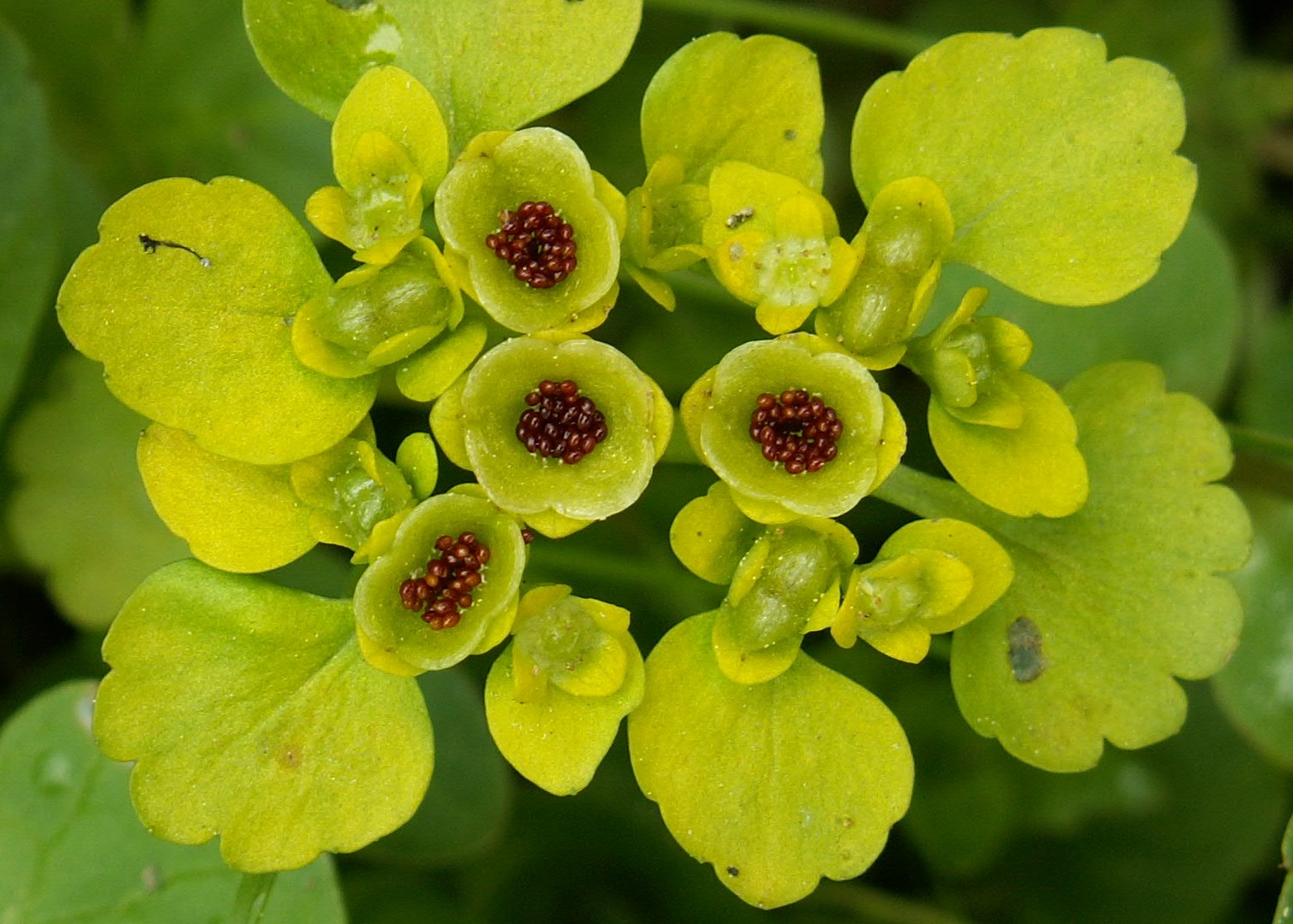
Wechselblättriges Milzkraut (Chrysosplenium alternifolium), Früchte und Samen

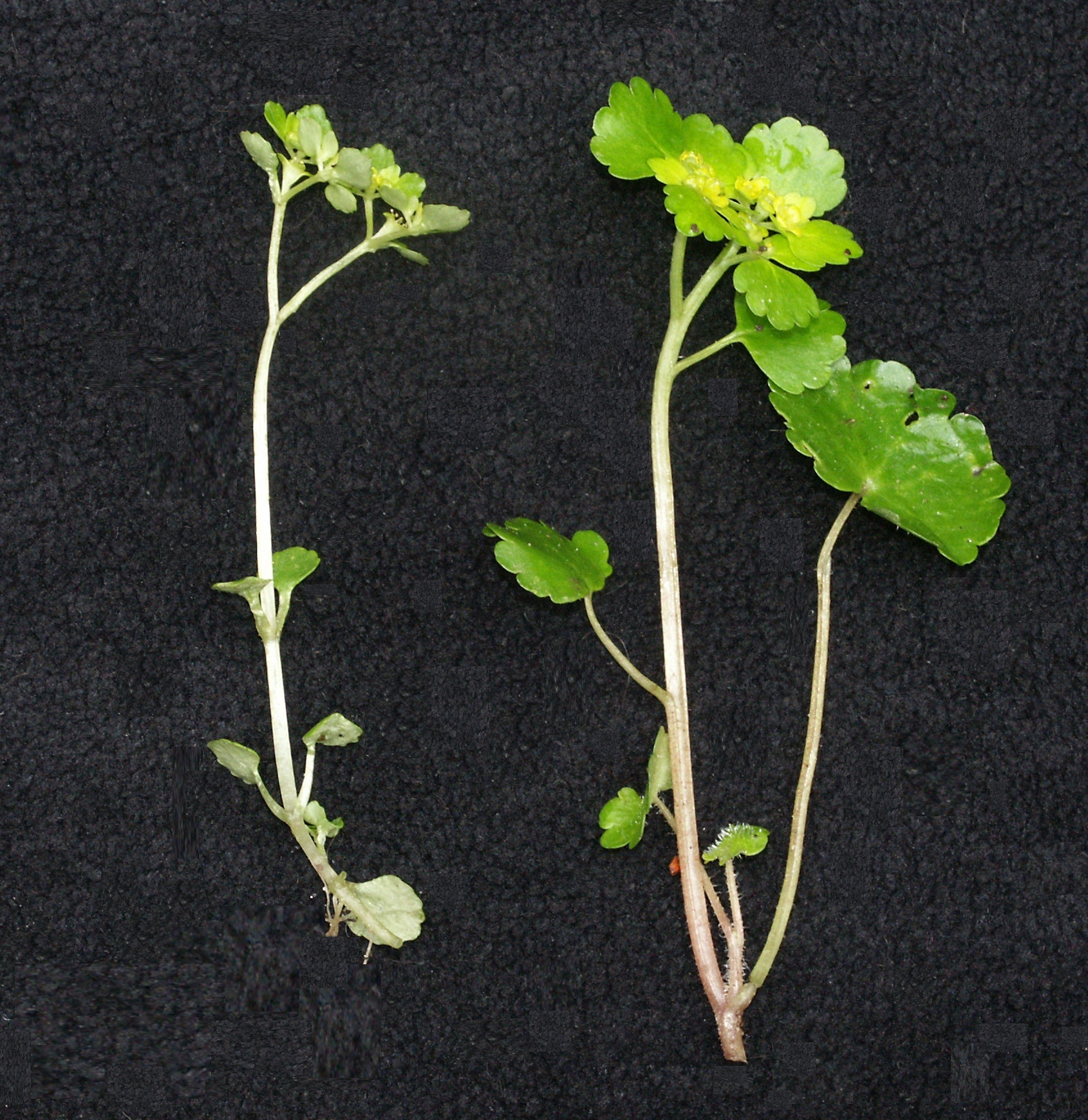
Der Hauptunterschied der beiden mitteleuropäischen Arten ist die Stellung der Blätter:
Links: Chrysosplenium oppositifolium Rechts: Chrysosplenium alternifolium

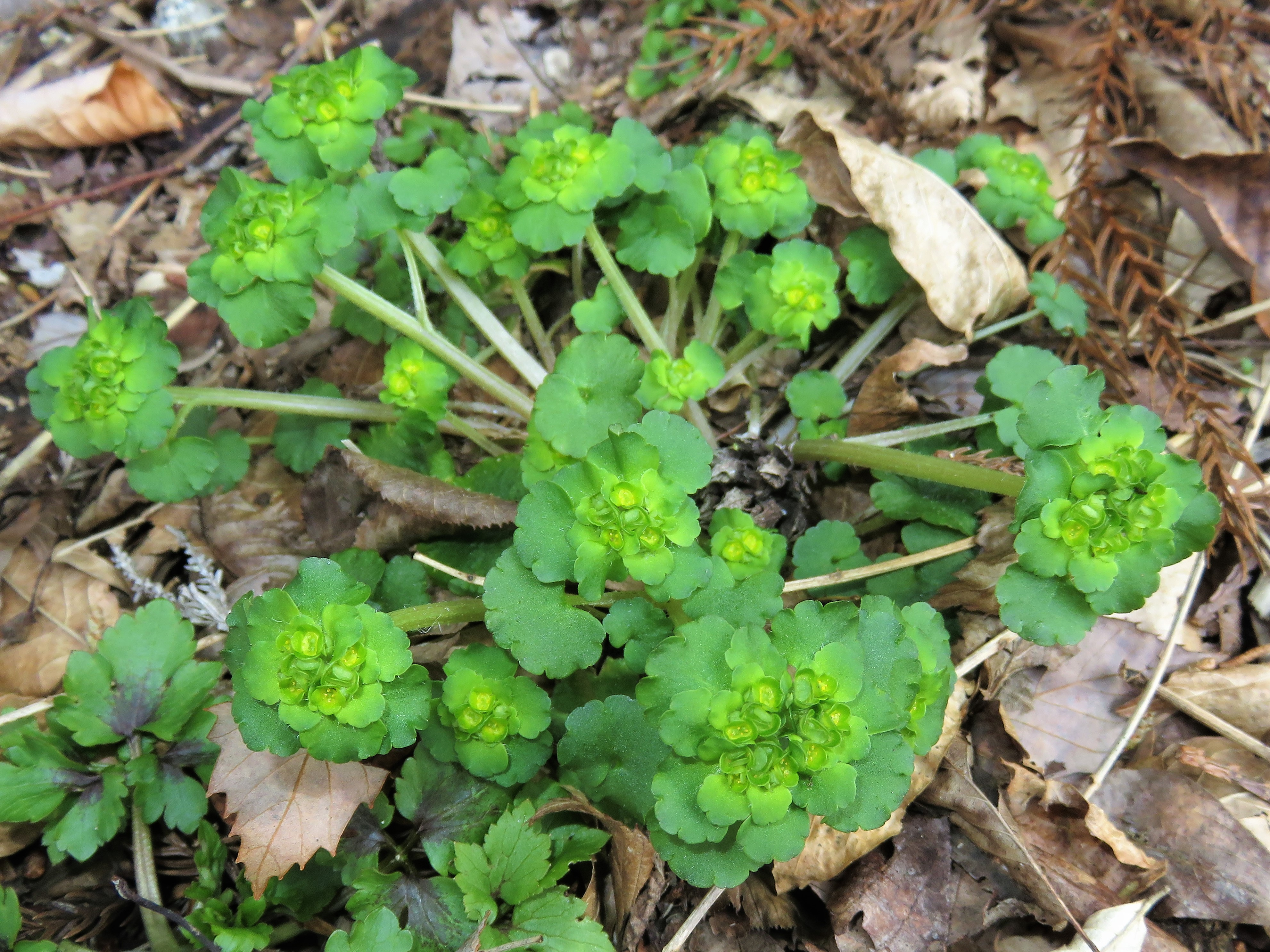
Chrysosplenium japonicum

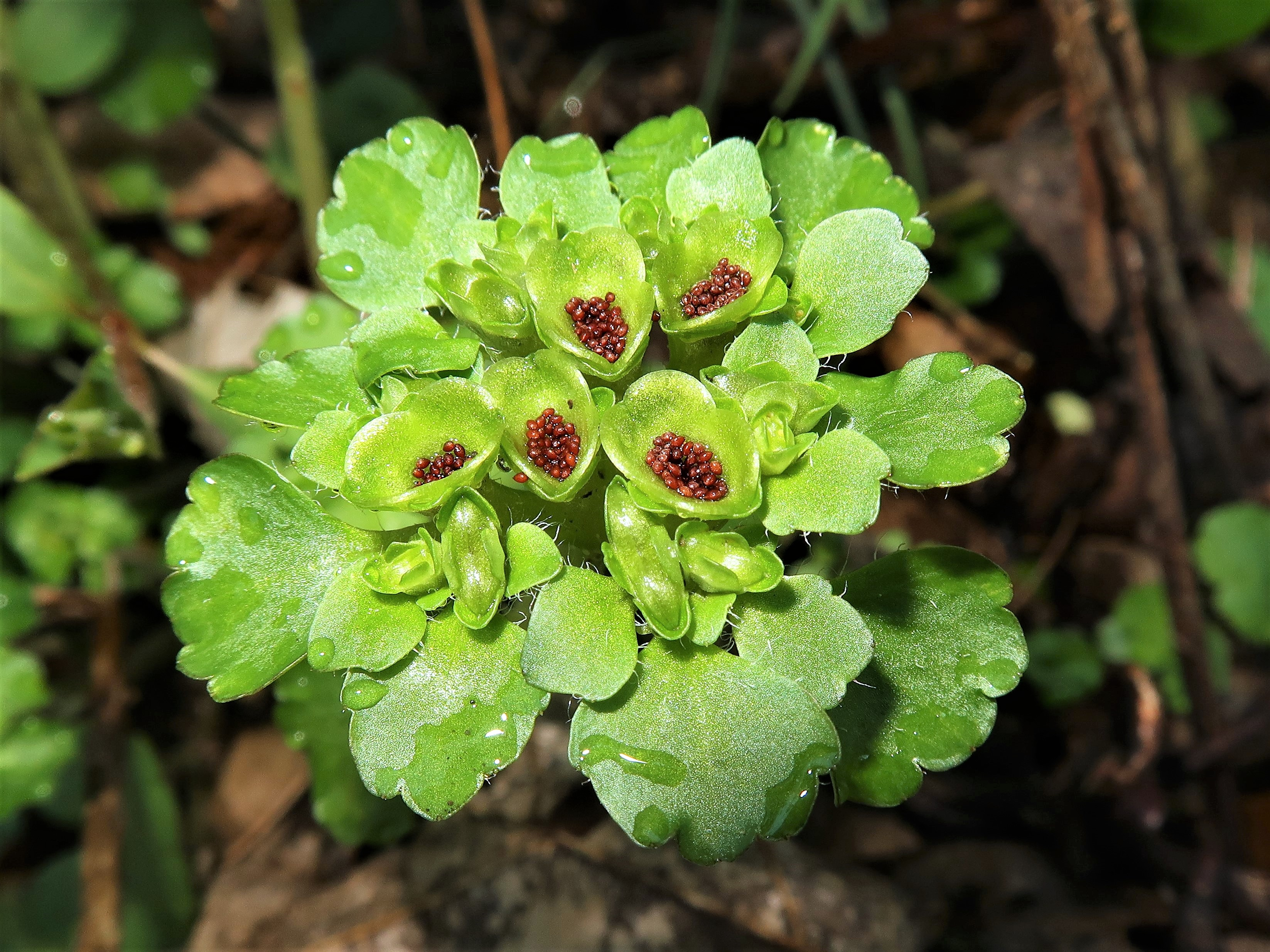
Chrysosplenium japonicum fruchtend

### Vegetative Merkmale
Bei Milzkraut-Arten handelt sich um kleine, ausdauernde, krautige Pflanzen, die meist Wuchshöhen von 10 bis 20 Zentimetern erreichen. Sie bilden Ausläufer (Stolonen) oder Knollen als Überdauerungsorgane, von denen aufrechte Seitentriebe abgehen.
Die Laubblätter können sowohl gegenständig wie wechselständig sein. Sie sind stets ungeteilt und mehr oder weniger gestielt. Nebenblätter fehlen.

### Generative Merkmale
Charakteristisch sind die Blütenstände: die Blüten sind größtenteils von gelben bis grünen, flach ausgebreiteten Hochblättern umgeben. Nur selten stehen die Blüten einzeln. Der Kelch besteht aus vier, selten fünf Kelchblättern, die gelb, grün oder auch rötlich braun sein können. Die Blüten haben keine Kronblätter. Staubblätter gibt es vier oder acht, selten auch zehn. Hochblätter, Kelchblätter, Staubblätter und Fruchtblätter stehen mehr oder weniger alle auf einer Ebene. Der mittelständige Fruchtknoten besteht aus 2 Fruchtblättern, die am Grunde verwachsen sind. Die Frucht ist eine Kapsel mit zwei verschiedenen oder fast gleichen Karpellen. Die zahlreichen ellipsoidischen Samen können glatt, papillös oder runzelig sein.

## Standorte
Chrysosplenium-Arten gedeihen in den gemäßigten bis arktischen Gebieten der Nordhalbkugel. Ein Teil der Arten, wie z. B. auch die beiden mitteleuropäischen Arten, wächst an nassen Stellen neben Bächen oder an Felsen in Gebirgsschluchten. Viele Arten wachsen aber auch an trockeneren Stellen in Felsspalten oder auf Schotterhängen.

## Namensherkunft
Der wissenschaftliche Gattungsname Chrysosplenium leitet sich aus den griechischen Wörtern χρῡσός =chrysos für „Gold“, wegen der kräftig gelb gefärbten Hochblätter, und σπλήν = splen für „Milz“, wegen der milzähnlichen Laubblätter, ab. Der Name Chrysosplenium wurde erstmals von Tabernaemontanus (1591) verwendet. Wie aus der Signaturenlehre hervorgeht, wurde im Mittelalter die europäischen Milzkraut-Arten gegen Erkrankungen der Milz eingesetzt; daher stammt auch der deutsche Trivialname Milzkräuter.

## Systematik und Verbreitung
Der Gattungsname Chrysosplenium wurde 1753 durch Carl von Linné in Species Plantarum, Tomus I, S. 398 erstveröffentlicht. Als Lectotypus wurde 1905 Chrysosplenium oppositifolium L. festgelegt.
Die 57 bis 65 Arten kommen in Europa (zwei Arten), Asien, Algerien und in der Neuen Welt vor. Die meisten Chrysosplenium-Arten findet man in Ostasien. In China wachsen etwa 35 Arten, davon 20 nur dort. Zehn Arten kommen in Japan vor. Nur zwei Arten sind im südlichen Südamerika beheimatet.
Die Gattung Chrysosplenium enthält 57 bis 65 Arten (Auswahl):
- Chrysosplenium absconditicapsulum J.T.Pan: Sie kommt nur im südlichen Tibet vor.[1]
- Chrysosplenium album Maxim.: Sie kommt in Japan vor.
- Chrysosplenium alpinum (Schur) Schur: Sie kommt nur in den Karpaten (Rumänien, Ukraine) vor[4]
- Wechselblättriges Milzkraut (Chrysosplenium alternifolium L.): Sie ist in Eurasien, in Nordamerika und auf Grönland weitverbreitet.
- Chrysosplenium americanum Schwein. ex Hook.: Sie kommt im östlichen Kanada und in den östlichen Vereinigten Staaten vor.[5]
- Chrysosplenium axillare Maxim.: Sie kommt in Kirgisistan, Turkmenistan, Tadschikistan, Usbekistan und in China vor.[1]
- Chrysosplenium biondianum Engl.: Sie kommt im südlichen Gansu und im südwestlichen Shaanxi vor.[1]
- Chrysosplenium carnosum Hook. f. & Thomson: Sie kommt im nördlichen Indien, in Nepal, Sikkim, Bhutan, im nördlichen Myanmar, Tibet und in der chinesischen Provinz Sichuan vor.[1]
- Chrysosplenium cavaleriei H.Lév. & Vaniot: Sie kommt in den chinesischen Provinzen Guizhou, Hubei, Hunan, Sichuan und Yunnan vor.[1]
- Chrysosplenium chinense (H.Hara) J.T.Pan: Sie kommt im nördlichen Hebei und im nördlichen Shanxi vor.[1]
- Chrysosplenium davidianum Decne. ex Maxim.: Sie kommt in Sichuan, in Yunnan und vielleicht auch in Guizhou vor.[1]
- Chrysosplenium delavayi Franch.: Sie kommt in China und im nördlichen Myanmar vor.[1]
- Chrysosplenium dubium J.Gay ex Ser.: Sie kommt in Nordafrika und in Südwestasien vor, in Europa nur in Süditalien.[4]
- Chrysosplenium flagelliferum F.Schmidt: Sie kommt in Japan, China, Korea, in der Mongolei und in Russland vor.[1]
- Chrysosplenium forrestii Diels: Sie kommt im nördlichen Indien, in Nepal, Bhutan, im nördlichen Myanmar, im südöstlichen Tibet und im nordwestlichen Yunnan vor.[1]
- Chrysosplenium fuscopuncticulosum Z.P.Jien: Sie kommt im nordwestlichen Yunnan vor.[1]
- Chrysosplenium giraldianum Engl.: Sie kommt in den chinesischen Provinzen Gansu, Henan und Shaanxi vor.[1]
- Chrysosplenium glechomifolium Nutt.: Sie kommt in Washington, Oregon und Kalifornien vor.[5]
- Chrysosplenium glossophyllum H.Hara: Sie kommt in den chinesischen Provinzen Guangxi und Sichuan vor.[1]
- Chrysosplenium griffithii Hook.f. & Thomson: Sie kommt in zwei Varietäten im nördlichen Indien, in Sikkim, Nepal, Bhutan, im nördlichen Myanmar, Tibet und in den chinesischen Provinzen Gansu, Qinghai, Shaanxi, Sichuan sowie Yunnan vor.[1]
- Chrysosplenium hebetatum Ohwi: Sie kommt nur in Taiwan vor.[1]
- Chrysosplenium hydrocotylifolium H.Lév. & Vaniot: Sie kommt in drei Varietäten in den chinesischen Provinzen Guangdong, Guizhou, Sichuan, Yunnan und vielleicht auch Guangxi vor.[1]
- Chrysosplenium iowense Rydb.: Sie kommt in Kanada, in Iowa und Minnesota vor.[5]
- Chrysosplenium japonicum (Maxim.) Makino: Sie kommt in zwei Varietäten in Japan, Korea, in Taiwan und in den chinesischen Provinzen Anhui, Jiangxi, Jilin, Liaoning sowie Zhejiang vor.[1]
- Chrysosplenium jienningense W.T.Wang: Sie kommt in der chinesischen Provinz Fujian und vielleicht auch in Zhejiang vor.[1]
- Chrysosplenium lanuginosum Hook. f. & Thomson: Sie kommt in fünf Varietäten im nördlichen Indien, in Nepal. Sikkim, Bhutan, im nördlichen Myanmar und in den chinesischen Provinzen Guizhou, Hubei, Sichuan, Taiwan, Tibet, Yunnan und vielleicht auch Guangdong und Guangxi vor.[1]
- Chrysosplenium lectus-cochleae Kitag.: Sie kommt in den chinesischen Provinzen Heilongjiang, Jilin und Liaoning vor.[1]
- Chrysosplenium lixianense Z.P.Jien & J.T.Pan: Sie kommt in Sichuan vor.[1]
- Chrysosplenium macrophyllum Oliv.: Sie kommt in den chinesischen Provinzen Anhui, Guangdong, Guizhou, Hubei, Hunan, Jiangxi, Shaanxi, Sichuan, Yunnan, Zhejiang und vielleicht auch Fujian und Guangxi vor.[1]
- Chrysosplenium microspermum Franch.: Sie kommt im westlichen Hubei, im südlichen Shaanxi und im östlichen Sichuan vor.[1]
- Chrysosplenium nepalense D.Don: Sie kommt im nördlichen Indien, in Nepal, Bhutan, Sikkim, im nördlichen Myanmar, Tibet und in den chinesischen Provinzen  Sichuan sowie Yunnan vor.[1]
- Chrysosplenium nudicaule Bunge: Sie kommt in Nepal, in der Mongolei, in Russland, Tibet und in den chinesischen Provinzen Gansu, Qinghai, Xinjiang, Yunnan und vielleicht auch Shaanxi vor.[1]
- Gegenblättriges Milzkraut (Chrysosplenium oppositifolium L.): Es kommt nur im westlichen Europa vor.
- Chrysosplenium oxygraphoides Hand.-Mazz.: Sie kommt im südwestlichen Sichuan und im südöstlichen Tibet in Höhenlagen von 3200 und 4300 Metern vor.[1]
- Chrysosplenium pilosum Maxim.: Sie kommt in drei Varietäten in Russland, Korea und China vor.[1]
- Chrysosplenium qinlingense Z.P.Jien & J.T.Pan: Sie kommt im südlichen Gansu und im südlichen Shaanxi vor.[1]
- Chrysosplenium ramosum Maxim.: Sie kommt in Japan, in Russland und in den chinesischen Provinzen Heilongjiang, Jilin und vielleicht auch Liaoning vor.[1]
- Chrysosplenium rosendahlii Packer: Sie kommt in Alaska und in Nunavut vor.[5]
- Chrysosplenium serreanum Hand.-Mazz.: Sie kommt in Japan, Korea, Russland, in der Mongolei und in China vor.[1]
- Chrysosplenium sphaerospermum Maxim.: Sie wurde von Japan erstbeschrieben.
- Chrysosplenium sikangense H.Hara: Sie kommt im südöstlichen Tibet und im nordwestlichen Yunnan vor.[1]
- Chrysosplenium sinicum Maxim.: Sie kommt in Russland, Korea, in der Mongolei und in China vor.[1]
- Chrysosplenium taibaishanense J.T.Pan: Sie kommt im südlichen Shaanxi vor.[1]
- Nördliches Milzkraut (Chrysosplenium tetrandrum (Lund ex Malmgr.) Th.Fries), kommt in Europa nur in Nord-Skandinavien, in Nordrussland und auf Spitzbergen vor[4], darüber hinaus im nördlichen Eurasien, in Grönland, Kanada und in den Vereinigten Staaten.[5]
- Chrysosplenium uniflorum Maxim.: Sie kommt in Nepal, Tibet und in den chinesischen Provinzen Gansu, Qinghai, Shaanxi, Sichuan sowie Yunnan vor.[1]
- Chrysosplenium wrightii Franch. & Savigny: Sie kommt in Yukon, British Columbia, Alaska und in Ostasien vor.[5]
- Chrysosplenium wuwenchenii Z.P.Jien: Sie kommt im südöstlichen Sichuan vor.[1]

## Bilder

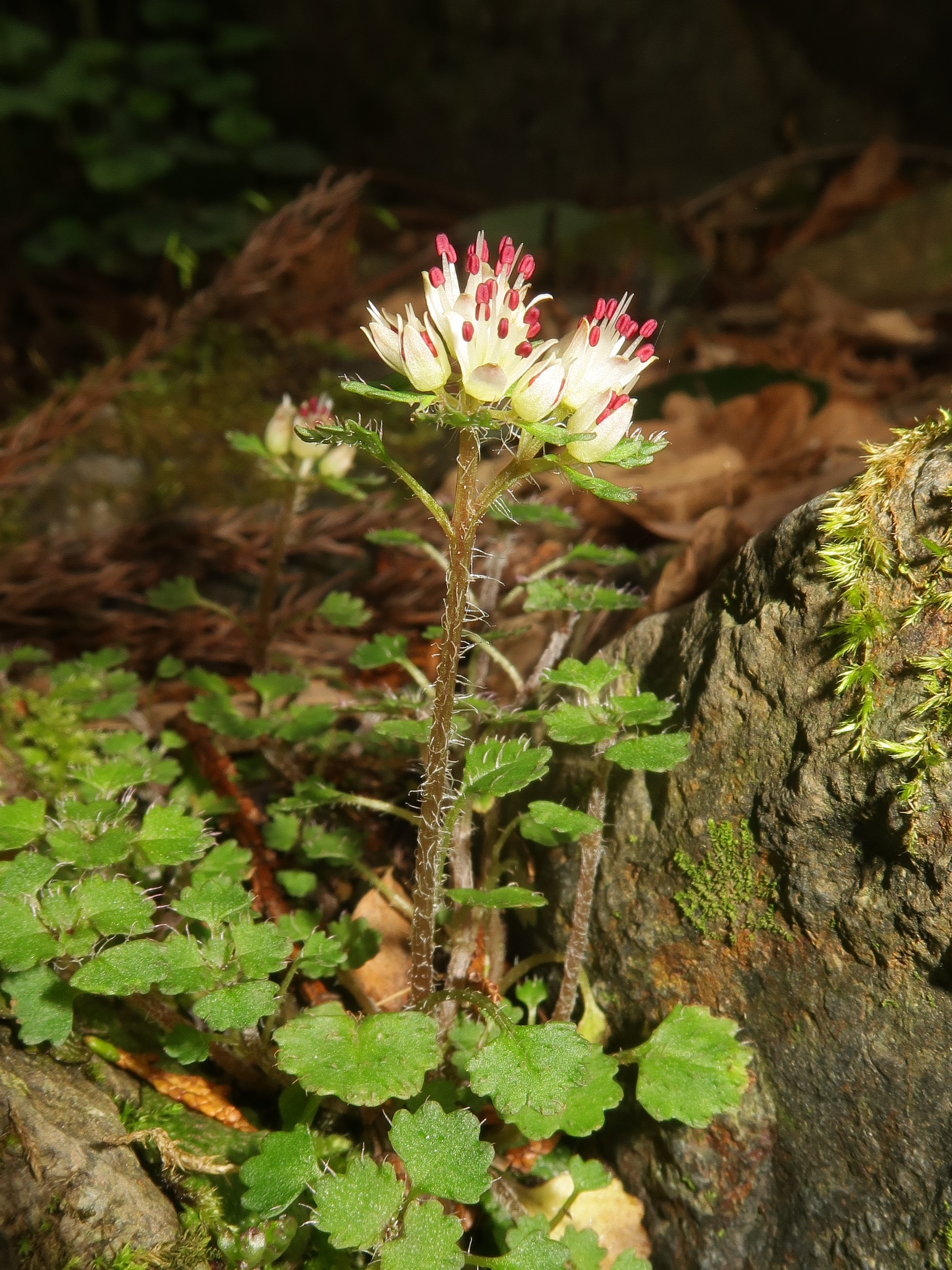
Chrysosplenium album
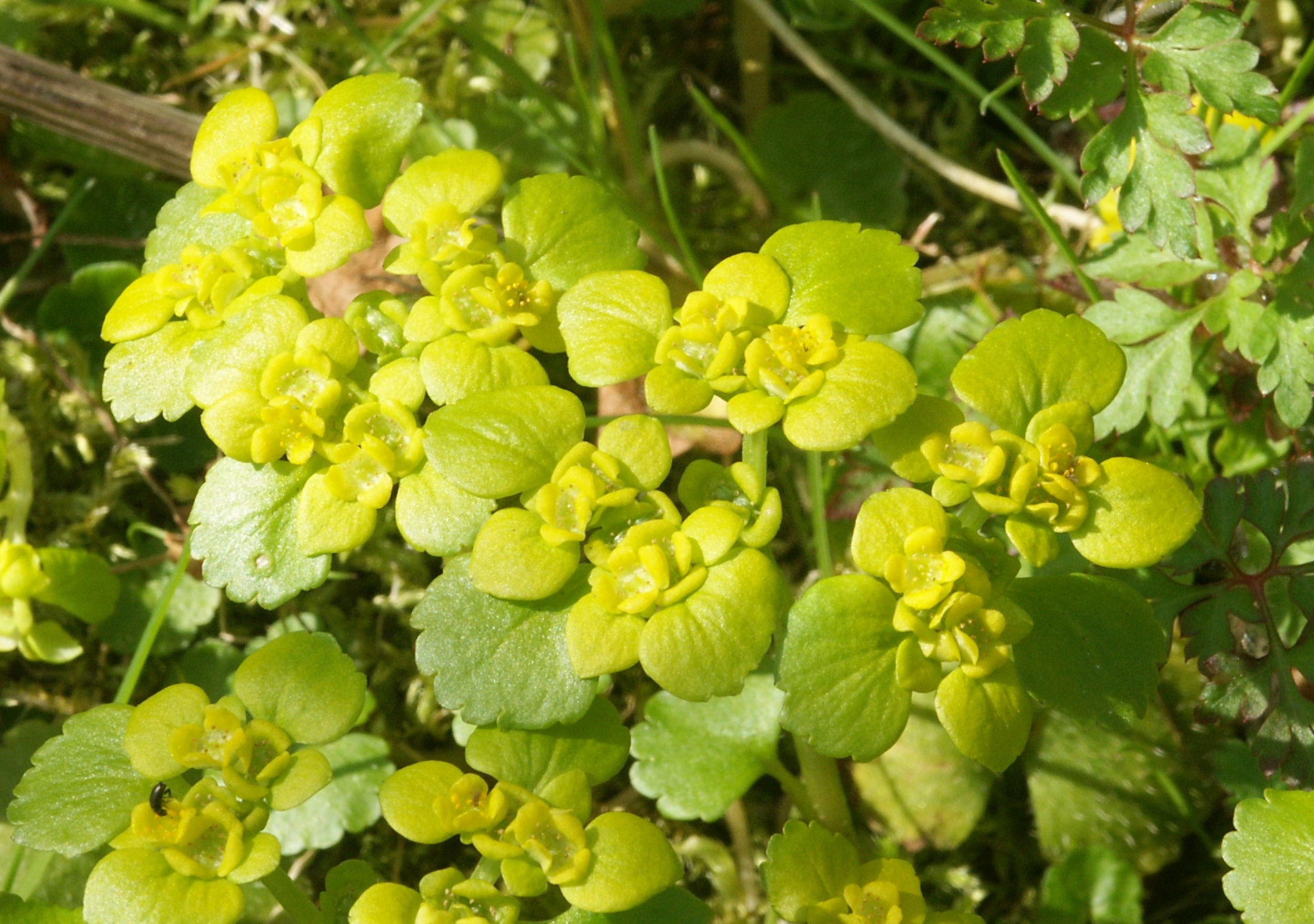
Chrysosplenium alternifolium
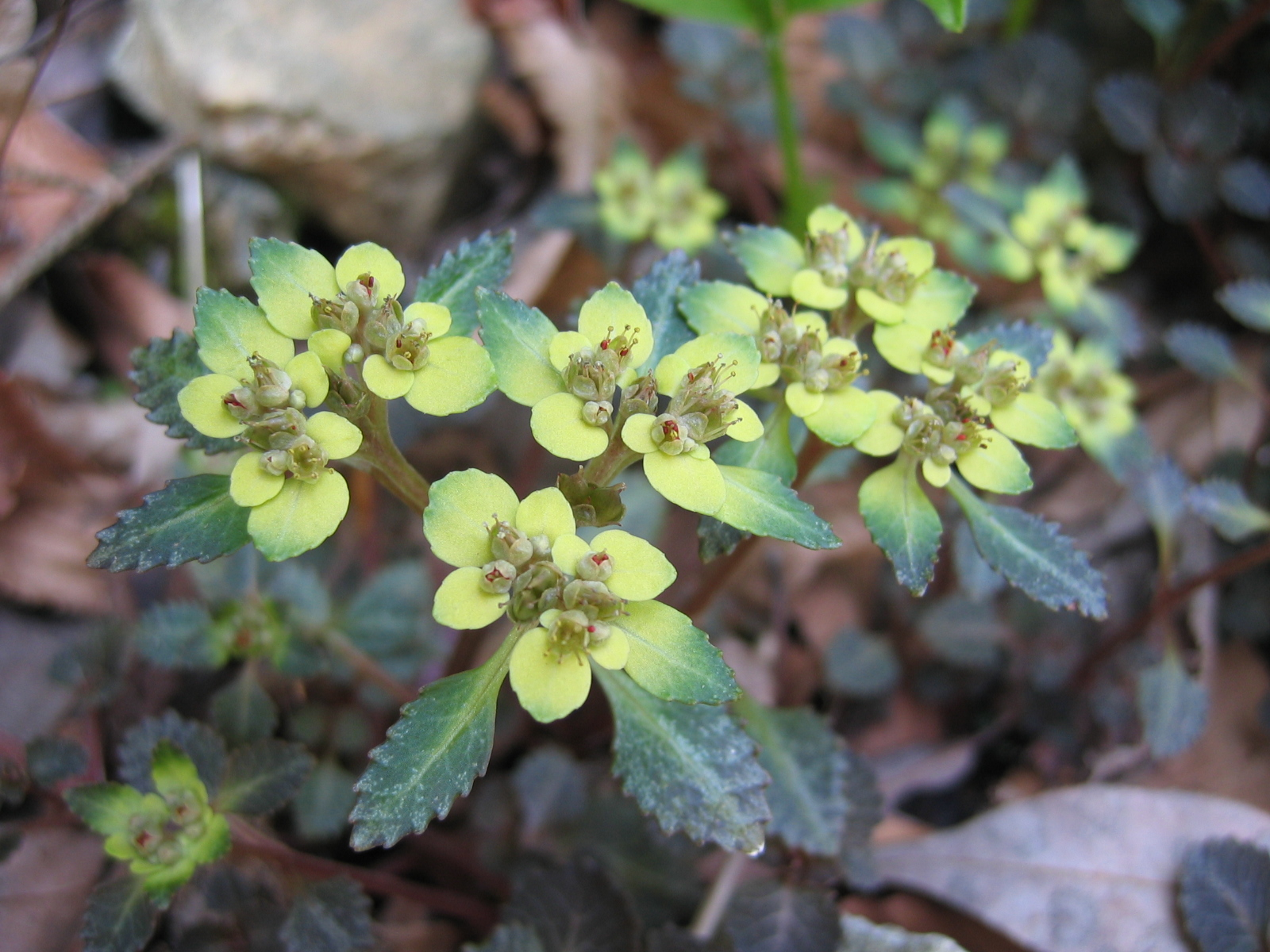
Chrysosplenium macrostemon
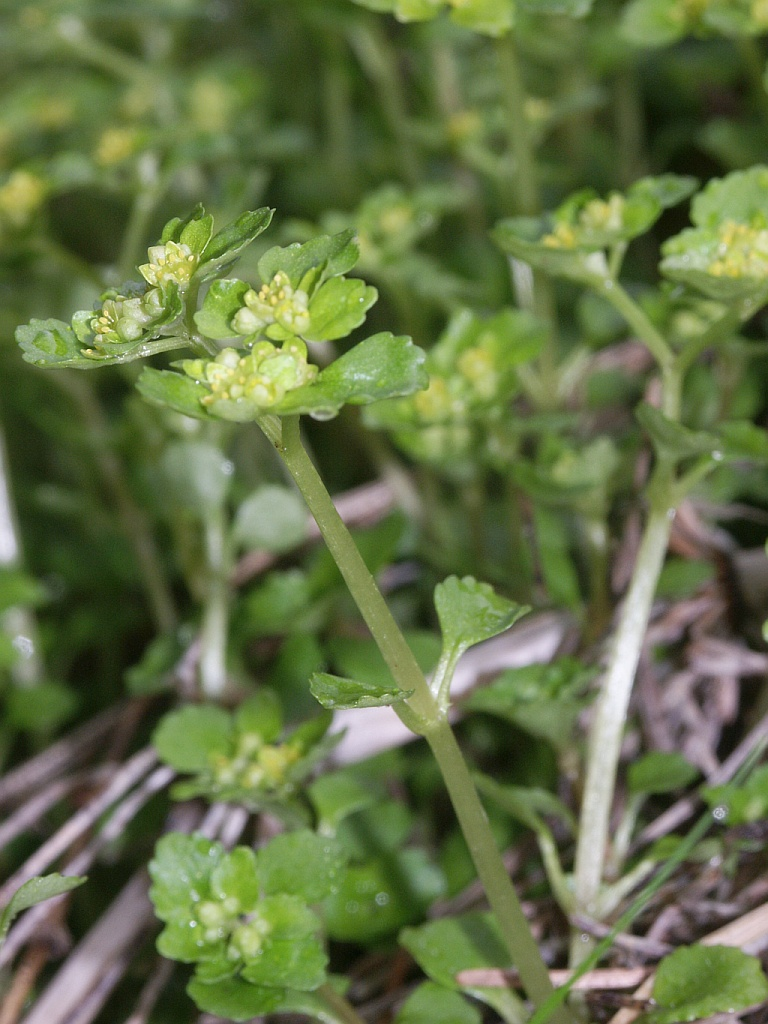
Chrysosplenium oppositifolium
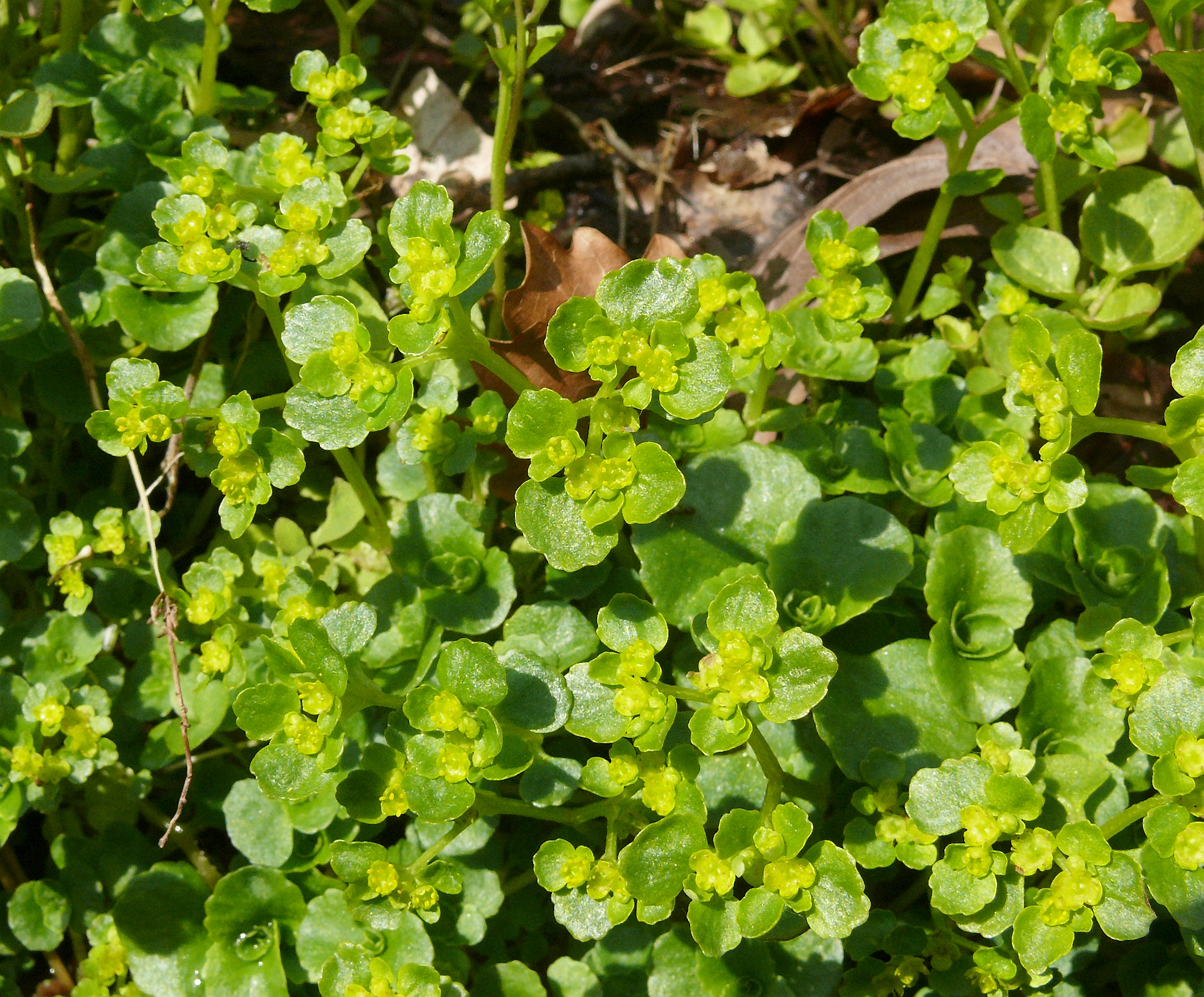
Chrysosplenium oppositifolium
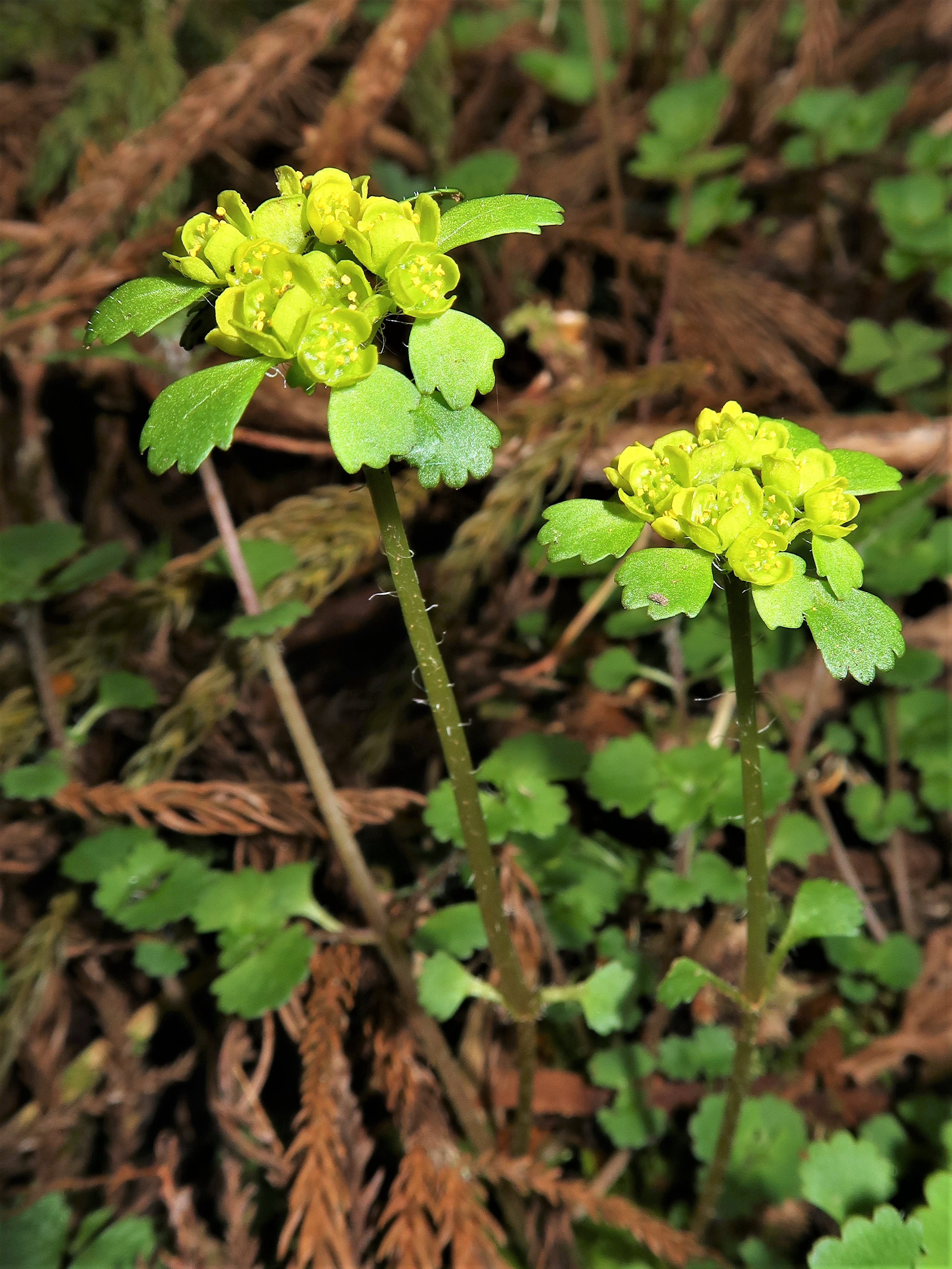
Chrysosplenium pilosum